# Dmytro Andrijewski (1892–1976)
Dmytro Andrijewski (ur. 27 września 1892 w Bodakwie, ob. rejon łochwicki, zm. 30 sierpnia 1976 w Dornstadt) – ukraiński polityk, działacz niepodległościowy, nacjonalista i publicysta.
Przed wojną organizator ukraińskiego ruchu narodowego w Belgii. Członek Organizacji Ukraińskich Nacjonalistów, kierownik Ukraińskiego Biura Prasowego w Brukseli. Po rozłamie w OUN w 1940 roku, działał we frakcji OUN-M jako referent polityczny i ideologiczny. W 1944 roku został uwięziony w obozie koncentracyjnym.
Od 1948 roku był członkiem Ukraińskiej Rady Narodowej na emigracji.

## Literatura
- Ryszard Torzecki, Kwestia ukraińska w Polsce w latach 1923-1929, Kraków 1989, ISBN 83-08-01977-3.